# ألبرتو أكوستا
ألبرتو فيديريكو أكوستا (بالإسبانية: Alberto Federico Acosta)‏، من مواليد 23 أغسطس 1966 في أروسينا في الأرجنتين، لاعب كرة قدم أرجنتيني.
لعب مع منتخب الأرجنتين لكرة القدم منذ عام 1992 وحتى عام 1995، وشارك معهم في 19 مباراة وسجل هدفين.

## روابط خارجية
- ألبرتو أكوستا على موقع الاتحاد الدولي (مؤرشف)  (الإنجليزية)
- ألبرتو أكوستا على موقع رابطة كرة القدم اليابانية للمحترفين (اليابانية)
- ألبرتو أكوستا على موقع قاعدة بيانات كرة القدم.إي يو (الإنجليزية)
- ألبرتو أكوستا على موقع بيانات كرة القدم. دي إي (الألمانية)
- ألبرتو أكوستا على موقع ناشيونال فوتبول تيمز (الإنجليزية)
- ألبرتو أكوستا على موقع Soccerway.com (الإنجليزية)
- ألبرتو أكوستا على موقع عالم كرة القدم.نت (الإنجليزية)
- ألبرتو أكوستا على موقع كووورة